# Santiago da Guarda
Santiago da Guarda é uma povoação portuguesa sede da Freguesia de Santiago da Guarda do Município de Ansião, freguesia com 41,23 km² de área e 2652 habitantes (censo de 2021), tendo, por isso, uma densidade populacional de 64,3 hab./km².

## História
Santiago da Guarda tem sido povoada desde os primórdios, o que é testemunhado por diversos vestígios arqueológicos encontrados, designadamente, machados e artefactos neolíticos, no Monte Alvão, lugares de Guarda e Moita Santa, e também muita cerâmica, pedaços de vasilhas e restos de tegulae e imbrices, na zona do Poço do Carvalhal (Várzea).
Durante o 1.º reinado, na carta de doação do Alvorge ao Mosteiro de Santa Cruz de Coimbra (1141) é mencionada a povoação “Façalamim”, que se localiza a sul do Alvorge. D. Sancho I, em Abril de 1191, deu o dízimo que uma herdade local pagava à Coroa ao Mosteiro de São Jorge de Coimbra.
Pero de Sousa Ribeiro, filho de João Rodrigues de Vasconcelos e de D. Branca da Silva, em 8 de Dezembro de 1476, recebeu carta de privilégio de couto e honra para a Quinta que possuía na Freguesia e para a feira de Moita Santa. Mais tarde (1597), Luís de Sousa e Vasconcelos, 4.º Alcaide-mor de Pombal, recebeu aquela Comenda. Seguiram-se ainda outras honras e títulos até D. Manuel II, que os confirmou, já na posse da família Castelo Melhor. Em 1758, ainda era Donatário da região, o Conde de Castelo Melhor.
Nesse tempo, Santiago da Guarda possuía vários templos religiosos dignos de destaque (alguns ainda existem): Igreja Matriz, dedicada a Santiago (já demolida e substituída por uma nova na década de 1970), as Ermidas da Senhora da Piedade, no Vale do Boi; de São João e de Santa Ana, no lugar do Pinheiro; de São Pedro, no Casal dos Nogueiros; de Santo António, nas Louriceiras; de Santa Bárbara, no lugar de Matos de Santa Bárbara (posteriormente levaram a Santa para a Melriça); de Santa Apolónia e de São Vicente, no lugar da Moita Negra; e da Senhora da Moita Santa, no lugar do mesmo nome.
Santiago da Guarda integrou o concelho de Rabaçal, em 1839, e, mais tarde, passou a integrar o concelho (atual município) de Ansião. 
A devoção ao apóstolo Santiago, nascida no contexto da Reconquista Cristã, subsistiu durante os tempos. Aliás, por aqui passava um dos "caminhos de peregrinação a Santiago", por isso, as populações desta região se apegaram tanto a esse culto, que acabou por ficar no nome da Freguesia.
A freguesia de Santiago da Guarda ou de São Tiago da Guarda, tal como o concelho (atual município) de Ansião, manteve-se no Bispado de Coimbra desde o século XII.
Nos últimos anos, esta freguesia, sofreu algumas mudanças como a construção de um Pavilhão Gimnodesportivo, a reconstrução de um campo de desportos e construção de um centro de saúde.
Tem como Presidente da Junta, David Rodrigues que foi eleito em outubro de 2017 e pertence ao Partido Social Democrata (PSD), que tem sido o partido mais eleito ao longo dos anos.

## Demografia
A população registada nos censos foi:
| Distribuição da População por Grupos Etários | Distribuição da População por Grupos Etários | Distribuição da População por Grupos Etários | Distribuição da População por Grupos Etários | Distribuição da População por Grupos Etários |
| -------------------------------------------- | -------------------------------------------- | -------------------------------------------- | -------------------------------------------- | -------------------------------------------- |
| Ano                                          | 0-14 Anos                                    | 15-24 Anos                                   | 25-64 Anos                                   | > 65 Anos                                    |
| 2001                                         | 453                                          | 400                                          | 1621                                         | 737                                          |
| 2011                                         | 342                                          | 331                                          | 1585                                         | 889                                          |
| 2021                                         | 214                                          | 236                                          | 1275                                         | 927                                          |

## Património
Entre o atual património, o edifício que mais dá nas vistas é, sem dúvida, aquele a que o povo chama “Castelo” e não é mais que o Solar dos Condes de Castelo Melhor. Trata-se do único Monumento Nacional classificado (desde 1978), em toda a área do Município, sendo o único exemplar da arquitectura manuelina na região. É constituído por Torre, Paço e Capela. Muito vandalizado, durante o século XX, algumas portas e janelas manuelinas ilustram o estilo em que foi construído, na 2.ª metade do século XV, acreditando-se que a Torre, em cantaria, será anterior.
É propriedade do Município, que superintendeu e custeou parte da intervenção a que recentemente foi sujeito, tendo-se encontrado, no subsolo, mosaicos romanos de grande valor, parte deles conservados para serem observados pelos visitantes. Ainda na área da freguesia, próximo à povoação de Vale de Boi, existe um pequeno troço de “calçada romana”, certamente um pedaço de uma via romana secundária, por onde terão passado muitos peregrinos de S. Tiago, que poderão ter tido alguma ligação ao actual nome desta freguesia.
A atual Igreja Matriz, a mais recente de toda a área municipal, do início da década de 1970 e cuja construção se deve ao então Padre Manuel Ramos e ao pedreiro encarregado da obra, Sr. Manuel Freire Bicho, de Graminhal, guarda importantes esculturas de pedra quinhentista que vieram da antiga Igreja Paroquial da Orada (não muito longe da sede desta freguesia), e outras da antiga Igreja de Santiago (sendo de destacar as Imagens do Santo Padroeiro, de N.ª Sr.ª da Graça, de Santo António de Lisboa e de Santa Luzia). O antigo pároco de Santiago, Padre Armando, tem uma notável colecção de fósseis que foram recolhidos na área da freguesia e que estão guardados num espaço museológico da localidade da Granja.
Pela sua importância patrimonial, merecem ser vistos os Moinhos de Vento da Melriça e do Outeiro – únicos no mundo em termos de funcionamento[carece de fontes?]. Este é, de facto, bastante original: toda a estrutura roda à procura do vento que faça girar as velas (em lona), para que estas, por sua vez, façam girar as mós que hão-de moer o grão.

## Artesanato e Tradições
O artesanato é uma atividade de grande importância na área desta freguesia, que todos os anos organiza a Tradicional Festa da Amizade conjugada com a anual Feira Nacional de Artesanato, festa que decorre no 3.º fim de semana de julho, durante quatro dias, onde tecelagem, a cestaria e os produtos endógenos são os setores mais representativos, a par de atuações musicais, bailes e espetáculos.
Em setembro, no 2.º fim de semana, realiza-se a anual Feira Medieval e o Mercado Romano, no âmbito do Solar dos Condes Castelo Melhor de Santiago da Guarda.

## Festividades Religiosas
Anualmente, realiza-se no 2.º ou 3.º fim de semana de Junho a Festa em honra de N.ª Sr.ª do Carmo.
Realiza-se, no primeiro fim de semana do mês de Agosto, a festa do Padroeiro da Freguesia, o Apóstolo São Tiago.

## Associações
- CAAS - Centro de Amizade e Animação Social de Santiago da Guarda;
- UDS - União Desportiva de Santiago da Guarda;
- ACRPSLP - Associação Cultural e Recreativa de Promoção Social da Lagoa Parada;
- ACM - Associação Cultural da Melriça;
- Associação Cultural e Recreativa do Penedo da Vista;
- Associação de Amigos do Santiago;
- Centro da Juventude de Santiago da Guarda;
- Grupo Motard Sicótesos;
- Associação de Caçadores de Monte Alvão;

## Outras Instituições
- Jornal "A Luz"
- Rádio "Vida Nova CRL"
- Associação Florestal de Ansião
- Centro Paroquial de Santiago da Guarda